# لین چنگ-شنگ
لین چنگ-شنگ (انگلیسی: Lin Cheng-sheng؛ زادهٔ ۳۱ مارس ۱۹۵۹) کارگردان فیلم اهل تایوان است.
وی همچنین برندهٔ جوایزی همچون خرس نقره‌ای برای بهترین کارگردان شده‌است.